# Lepidozona balaenophila
Lepidozona balaenophila är en blötdjursart som beskrevs av Samuel Heinrich Schwabe och Sellanes 2004. Lepidozona balaenophila ingår i släktet Lepidozona och familjen Ischnochitonidae. Inga underarter finns listade i Catalogue of Life.